# 1992 WO3
1992 WO3 är en asteroid i huvudbältet som upptäcktes den 23 november 1992 av den japanska astronomen Takeshi Urata vid Nihondaira-observatoriet.
Asteroiden har en diameter på ungefär 6 kilometer och den tillhör asteroidgruppen Phocaea.